# Charles Joseph von Ligne
Charles Ligne, belgijski feldmaršal, vojaški teoretik in vojaški zgodovinar, * 23. maj 1735, Bruselj, † 13. december 1814, Dunaj.
Ligne je dosegel čin generala v avstrijski in čin feldmaršala v ruski vojski.